# Copa Gallega de waterpolo
La Copa Gallega de waterpolo masculino es la segunda competición territorial que se juega entre equipos de la zona de Galicia. Está organizada por la Federación Gallega de Natación.

## Historial
| Año  | Primero                  | Segundo                 |
| ---- | ------------------------ | ----------------------- |
| 2004 | Club Natación Pontevedra | Club Natación A Coruña  |
| 2005 | Club Marina Ferrol       | Club Natación A Coruña  |
| 2006 | Club Marina Ferrol       | Club Waterpolo Santiago |
| 2007 | Club Waterpolo Santiago  | Club Natación A Coruña  |
| 2008 | Club Waterpolo Santiago  | Club Natación Padrón    |
| 2009 |                          |                         |
| 2010 | Club Waterpolo Santiago  | Club Natación A Coruña  |